# Dincolo de Dunăre (film din 1953)
Dincolo de Dunăre (titlul original: în ucraineană Запорожець за Дунаєм, transliterat: Zaporojeț za Dunaiem) este un film de operetă sovietic din RSS Ucraineană, realizat în 1953 de regizorul Vasili Lapoknîș, pe baza operetei omonime scrise în 1863 a lui Semion Gulak-Artemovski, protagoniști fiind actorii Ivan Patorjinski, Maria Litvinenko-Volghemut, Elizaveta Ceavdar și Mikola Șeliujenko.

## Rezumat
În 1775, după distrugerea Șeicatului Zaporojean de către Imperiul Rus, unii cazaci în căutarea „pământurilor libere”, sub influența ofițerilor cazaci s-au mutat peste Dunăre și au intrat sub stăpânirea sultanului Turciei. Cazacii și-au dat seama curând că promisiunile turcilor de a le oferi pământ sunt minciuni și au început să viseze să se întoarcă acasă.
La rândul său, sultanul turc a decis să afle intențiile cazacilor. În cele din urmă, datorită inteligenței și vicleniei lui Ivan Karas, cazacii au reușit să obțină confirmarea de la sultan pentru a se întoarce în Ucraina.

## Distribuție
- Ivan Patorjinski – Ivan Кaras
- Maria Litvinenko-Volghemut – Odarka
- Elizaveta Ceavdar – Оksana
- Mikola Șeliujenko – Andri
- Mihailo Grișko – Sultan
- Ivan Kucenko – Selih-aga
- Volodimir Matveev – Imam
- Kostantin Borodinevski – Гасан